# 神戸アコースティックストーリー
KOBEアコースティックストーリー（こうべアコースティックストーリー）は、AM神戸（ラジオ関西）が1999年10月-2001年3月の1年6ヶ月間にわたって放送した深夜放送である。これまで深夜枠は主に録音モノを中心に編成していたが、この番組は初めて深夜の2時間（野球中継が延長した場合はその分時間短縮が行われた）の生ワイド番組として製作された。
番組は3人のパーソナリティーが日替わりで出演し、月曜日は増井孝子の「テンダーラジオ」、火曜日は羽川英樹の「大人ラジオ」、水曜日と木曜日は増田俊郎が連続で担当し、水曜日は「ネイキッドラジオ」、木曜日は「ハート・オブ・ミュージック」と題して放送した。基本的にはリスナーから寄せられた投書に応えつつ、深夜のムーディーなひと時にふさわしい静かな音楽を中心に構成した。また木曜日には増田の多彩な人脈から音楽家を毎週生出演させてのライヴセッションも実施された。
しかし2001年3月でこの番組が終了。その後は自社製作の深夜生ワイドは、別番組「青春ラジメニア」を放送していた金曜日を含めて放送せず、ニッポン放送からのマイクロネット（番組販売）による深夜ワイド番組をそのままネットしていたが、2009年10月から「CRK MUSIC H.E.A.D.S.」を月-金ベルトで放送し、8年半ぶりに再開、今日に至っている。